# Radek Černý
Radek Černý (Praga, 18 febbraio 1974) è un ex calciatore ceco, di ruolo portiere.

## Carriera

### Club
Ha iniziato a giocare nel calcio professionistico nel 1994 quando entra nella prima squadra della Dynamo České Budějovice con cui gioca tre incontri di campionato nella stagione 1994-1995. Nella stagione successiva arriva al Cheb dove trova maggiore spazio riuscendo a collezionare 12 presenze nel 1996. Successivamente viene notato ed acquistato dallo Slavia Praga nel 1997, dove trova un posto da titolare col passare degli anni ottenendo tre coppe nazionali nel 1997, 1999 e 2002. Dopo aver trovato poco spazio nelle stagioni 96-97 e 97-98, dove conquista tredici gettoni di presenza, si guadagnò il posto da titolare nel 1999 giocando tutti gli incontri di campionato nelle stagioni successive mantenendo un'alta inviolabilità (31 reti subite nel 2000 e 25 nel 2001). Nel campionato 2002 gioca mezza stagione e nelle successive stagioni riuscirà a conservare il posto da titolare sino al campionato 2005 quando dopo aver giocato una buona prima parte di stagione viene ceduto in prestito al Tottenham: il prestito fu inizialmente di 18 mesi a partire da gennaio 2005, ma poi fu esteso fino alla fine del 2008. Nella prima stagione ai londinesi gioca 3 incontri di Premier League. In seguito non giocherà alcun incontro di campionato nel 2006 e nel 2007 tornando a disputare mezzo campionato nel 2008. Con gli Spurs riesce a conquistare un trofeo, la Coppa di Lega proprio nel 2008, prima di firmare un contratto con il QPR. Nella stagione Football League Championship 2008-2009 gioca da titolare subendo 42 reti in 42 incontri e tenendo una difesa fra le migliori. Nella seconda stagione al QPR trova 29 partite di Championship da titolare. Incomincia la stagione 2010-2011 ancora nelle file della squadra inglese.
Il 13 giugno 2011 rinnova il proprio contratto in scadenza ancora per un anno.

### Nazionale
Ha giocato per 3 volte per la Nazionale ceca fra il 2000 e il 2002.

## Palmarès

### Club

#### Competizioni nazionali
- Coppa della Repubblica Ceca: 3

Slavia Praga: 1996-1997, 1998-1999, 2001-2002
- Coppa di Lega inglese: 1

Tottenham Hotspur: 2007-2008

## Statistiche

### Cronologia presenze e reti in Nazionale
| Cronologia completa delle presenze e delle reti in nazionale ― Rep. Ceca | Cronologia completa delle presenze e delle reti in nazionale ― Rep. Ceca | Cronologia completa delle presenze e delle reti in nazionale ― Rep. Ceca | Cronologia completa delle presenze e delle reti in nazionale ― Rep. Ceca | Cronologia completa delle presenze e delle reti in nazionale ― Rep. Ceca | Cronologia completa delle presenze e delle reti in nazionale ― Rep. Ceca | Cronologia completa delle presenze e delle reti in nazionale ― Rep. Ceca | Cronologia completa delle presenze e delle reti in nazionale ― Rep. Ceca |
| Data                                                                     | Città                                                                    | In casa                                                                  | Risultato                                                                | Ospiti                                                                   | Competizione                                                             | Reti                                                                     | Note                                                                     |
| ------------------------------------------------------------------------ | ------------------------------------------------------------------------ | ------------------------------------------------------------------------ | ------------------------------------------------------------------------ | ------------------------------------------------------------------------ | ------------------------------------------------------------------------ | ------------------------------------------------------------------------ | ------------------------------------------------------------------------ |
| 8-2-2000                                                                 | Hong Kong                                                                | Rep. Ceca                                                                | 2 – 1                                                                    | Messico                                                                  | Carlsberg Cup                                                            | -1                                                                       |                                                                          |
| 25-4-2001                                                                | Praga                                                                    | Rep. Ceca                                                                | 1 – 1                                                                    | Belgio                                                                   | Amichevole                                                               | -                                                                        | 75’                                                                      |
| 20-11-2002                                                               | Teplice                                                                  | Rep. Ceca                                                                | 3 – 3                                                                    | Svezia                                                                   | Amichevole                                                               | -1                                                                       | 46’                                                                      |
| Totale                                                                   |                                                                          | Presenze                                                                 | 3                                                                        |                                                                          | Reti                                                                     | -2                                                                       |                                                                          |